# 검불랑역
검불랑역(劍拂浪驛)은 조선민주주의인민공화국 강원도 세포군에 소재한 강원선의 철도역이다. 세포군 원남리에 강원선이 통과하며 여기에 검불랑역이 설치되어 있다.